# MPreis

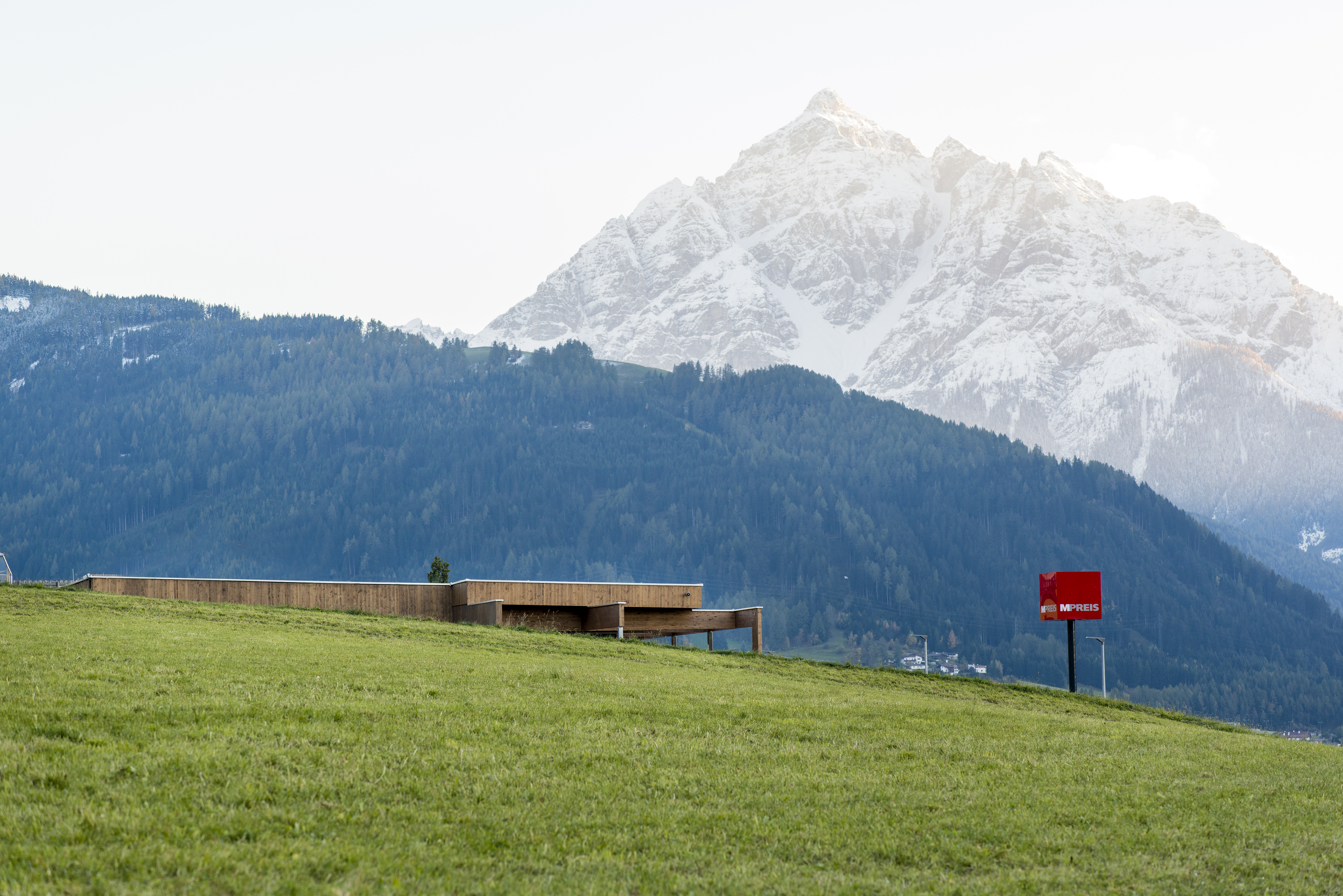
Ladengeschäft in Patsch mit Serles im Hintergrund

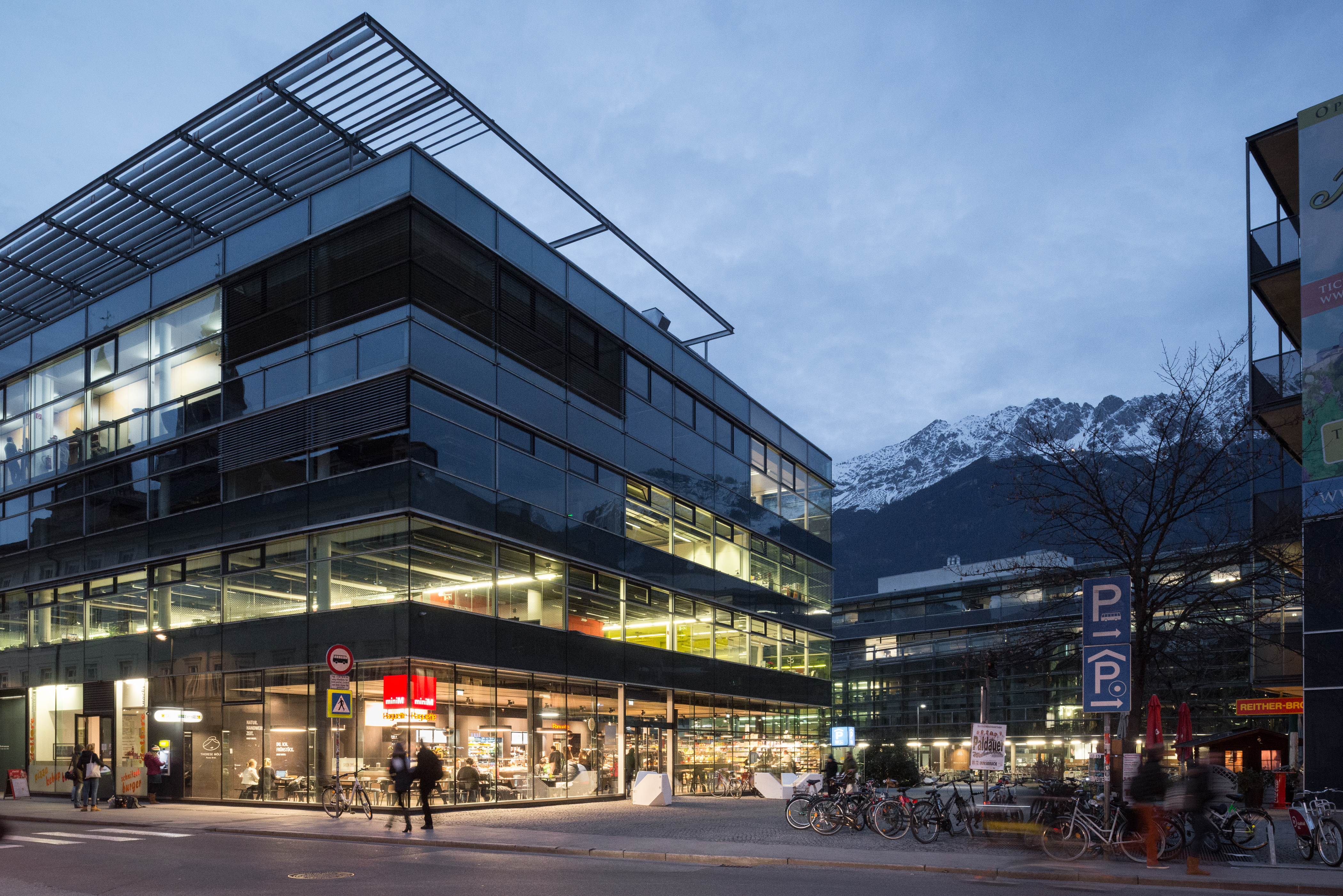
M Markt in Innsbruck (Universitätsstraße), von LAAC Architekten entworfen

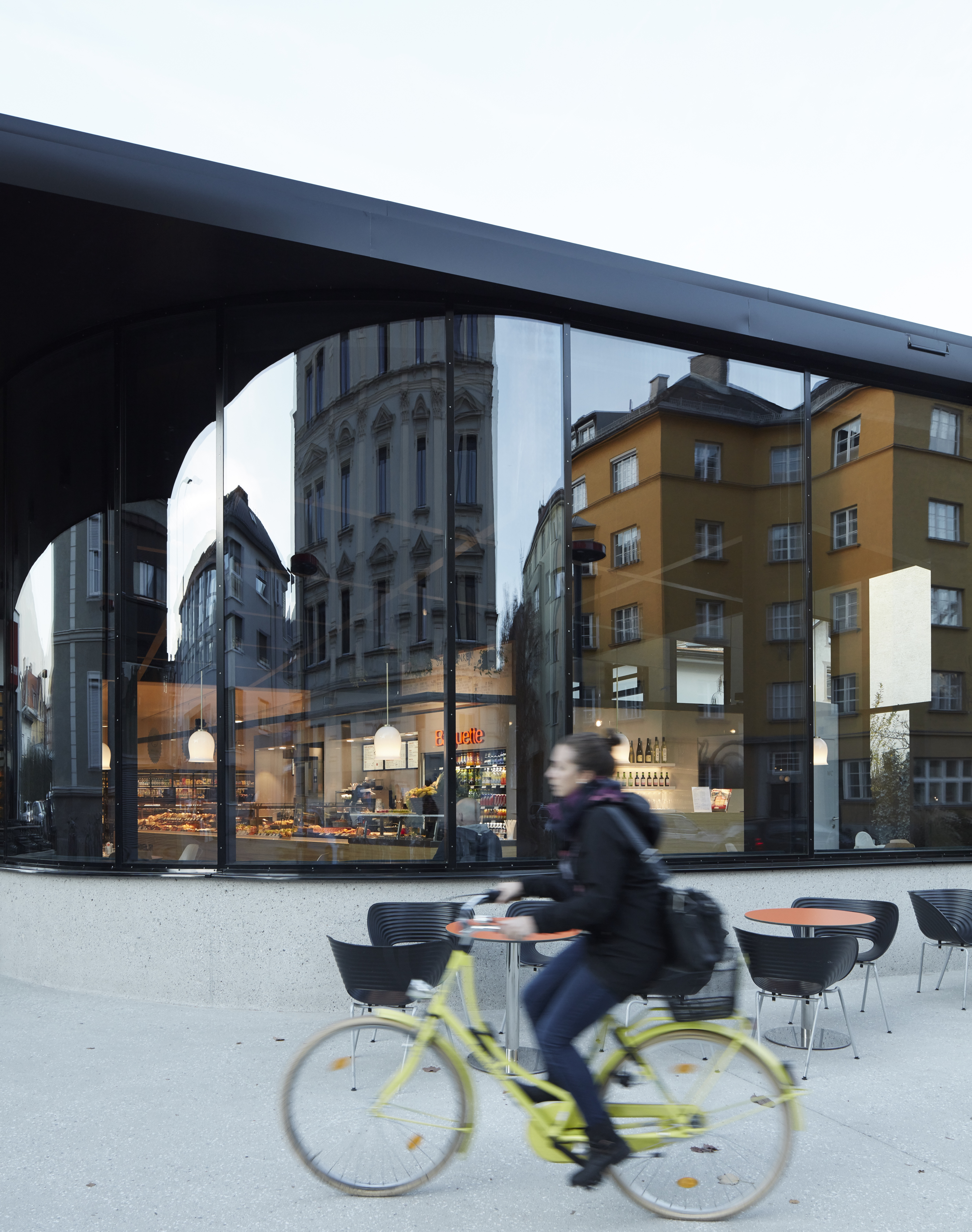
MPREIS Markt mit Glasfassade, nahe dem Wiltener Platzl in Innsbruck

MPreis (Eigenschreibweise MPREIS) ist ein österreichisches Lebensmittel-Einzelhandelsunternehmen mit Filialen in den fünf Bundesländern Tirol, Salzburg, Kärnten, Vorarlberg und Oberösterreich sowie im italienischen Südtirol. Zu den wichtigsten Vertriebslinien zählen die MPREIS Supermärkte, miniM Märkte, Baguette und T&G.

## Geschichte und Unternehmensstruktur
Die Wurzeln des Tiroler Familienunternehmens reichen bis ins Jahr 1920 zurück; den Grundstein legte Therese Mölk (1872–1958). Das „M“ im Firmennamen geht auf ihren Nachnamen zurück. 1929 betrieben Therese Mölk und ihr Mann, die Eltern von acht Kindern waren, bereits elf Geschäfte sowie eine Bäckerei und eine Molkerei. 1946 hatte die Firma erstmals 100 Mitarbeiter. 1974 änderte sich die Rechtsform in eine Ges.m.b.H., aus den traditionellen Lebensmittelgeschäften wurden moderne Supermärkte. Den Startpunkt markierte die Eröffnung der ersten MPreis-Filiale in der Andechsstraße in Innsbruck. Das Unternehmen wird derzeit (2025) von fünf Geschäftsführern geleitet. 2015 wurde ein Kooperationsvertrag für Back-Office-Prozesse mit Markant Österreich abgeschlossen. In Oberösterreich ist die Handelskette seit 2019 vertreten.

### Architektur
In den 1980er Jahren kehrte sich MPREIS von der bis dahin vorherrschenden Zweckarchitektur für Supermärkte ab und begann, in enger Zusammenarbeit mit Architekten individuelle Lösungen für die einzelnen Standorte zu entwickeln. 2012 konnte der erste Passivhaus-Supermarkt Mitteleuropas in Pinswang realisiert werden, weitere folgten bald darauf. Die in Zusammenarbeit mit einheimischen und internationalen Architekten realisierten Bauten erhielten zahlreiche Auszeichnungen. 2004 repräsentierte das Unternehmen Österreich auf der Architektur Biennale in Venedig.
Für den 2001 erfolgten Bau der MPreis-Filiale in Wenns wurden die Architekten unter anderem mit dem Architekturpreis des Landes Tirol (2002) und dem Preis für Neues Bauen in den Alpen (2006) ausgezeichnet. 2003 war das Gebäude für den Mies-van-der-Rohe-Preis nominiert.

### Produktionsbetriebe und Vertriebslinien
Im Jahr 2024 betrieb MPreis über 270 Märkte in Tirol, Südtirol, Salzburg, Kärnten, Oberösterreich und Vorarlberg sowie 155 Baguette-Café-Bistros; 35 T&G-Filialen in Tirol, Kärnten, Salzburg und der Steiermark; mehrere Tankstellenshops und 50 miniM-Geschäfte. Es wurden rund 6.000 Mitarbeiter aus rund 80 Nationen beschäftigt.
Zum Unternehmen gehören zwei Produktionsbetriebe: die Bäckerei Therese Mölk und die Alpenmetzgerei. Firmensitz und Logistikzentrum mit Lager und eigenem Fuhrpark sowie die beiden Produktionsbetriebe befinden sich in Völs in der Nähe von Innsbruck.
- Bäckerei Therese Mölk: Die Bäckerei feiert 2025 ihr 100-jähriges Jubiläum. Im Jahr 2013 wurden die Betriebsstätten neu errichtet und ist derzeit die größte Bäckerei Tirols.[16][17]
- Alpenmetzgerei: Die Fleischverarbeitung gehört seit 25 Jahren zu den Kernbereichen. 2013 ging mit der Alpenmetzgerei ein neuer Fleischzerlege- und Verarbeitungsbetrieb in Produktion, zu den Erzeugnissen gehören neben Schweine- und Rindfleisch auch Wurst- und Schinkensorten.[17][18]
- Baguette: Die Brotfachgeschäfte mit Café Bistro sind an die meisten Märkte angeschlossen.
- T&G: Zum Sortiment von T&G gehören alkoholische und alkoholfreie Getränke sowie Großpackungen aus allen Warengruppen.
- miniM: Die Geschäfte sichern die Nahversorgung in kleinen Tiroler Gemeinden. Hier ist ein reduziertes Sortiment für den täglichen Bedarf zu denselben Preisen und Aktionen wie in den MPREIS Supermärkten erhältlich.
- shopMPREIS: Die Geschäfte sind in zahlreiche Tankstellen des regionalen Partners Gutmann integriert. Dies erlaubt erweiterte Öffnungszeiten bei gleichen Preisen wie im Supermarkt.

## Vorwurf unlauteren Wettbewerbs
Im Mai 2023 verschickte die MPreis-Führung Proformarechnungen an Lieferanten mit einem Schreiben, in dem Lieferanten aufgefordert wurden, „Investitionen von mehreren 10.000 € in das Unternehmen MPreis zu tätigen“. In dem Brief an die Lieferanten sprach MPreis von einem Transformationsprozess, weiter hieß es: „Um dieses Vorhaben umsetzen zu können, benötigen wir Ihre Unterstützung. Konkret hat MPreis die Erwartung, dass Sie als Key Account ein Investment von ,xxxx‘ Euro in unsere gemeinsame Zukunft tätigen. Wir haben bereits eine Pro-forma-Rechnung bestellt.“ Man werde die „Bereitschaft, als Partner eine Unterstützung zu leisten, mitverfolgen“ und weiter: „Es liegt an Ihnen, dieses Vorhaben in die Realität umzusetzen“. Lieferanten fühlten sich unter Druck gesetzt, da eine Proformarechnung in der Praxis bedeutet, dass diese Summe von der nächsten Lieferung abgezogen wird. Zudem sei die Einkaufsmacht von MPreis sehr groß und die Formulierungen ließen vermuten, dass MPreis Lieferanten einschränkt, sollten sie nicht bezahlen.
Am 10. November 2023 stellte die Bundeswettbewerbsbehörde daher 16 Geldbußenanträge wegen Verstößen gegen das am 1. Jänner 2022 in Kraft getretene Faire-Wettbewerbsbedingungen-Gesetz (FWBG) beim Kartellgericht. Das Gericht kann Strafen in der Höhe von bis zu 500.000 € pro Antrag aussprechen.